# Плавнівська сільська рада
Пла́внівська сільська́ ра́да — колишня адміністративно-територіальна одиниця та орган місцевого самоврядування в Ренійському районі Одеської області. Адміністративний центр — село Плавні.

## Загальні відомості
Плавнівська сільська рада утворена в 1947 році.
- Територія ради: 57,87 км²
- Населення ради: 2 039 осіб (станом на 2001 рік)
- Водоймища на території, підпорядкованій даній раді: озеро Ялпух

## Населені пункти
Сільській раді підпорядковані населені пункти:
- с. Плавні

## Населення
Згідно з переписом 1989 року чисельність наявного населення сільської ради становила 2110 осіб, з яких 997 чоловіків та 1113 жінок.
За переписом населення 2001 року в сільській раді мешкало 1955 осіб.

### Мова
Розподіл населення за рідною мовою за даними перепису 2001 року:
| Мова       | Відсоток |
| ---------- | -------- |
| молдовська | 93,08 %  |
| російська  | 2,31 %   |
| українська | 1,86 %   |
| болгарська | 1,13 %   |
| гагаузька  | 0,88 %   |
| білоруська | 0,1 %    |
| румунська  | 0,1 %    |

## Склад ради
Рада складається з 16 депутатів та голови.
- Голова ради: Карталяну Віра Василівна
- Секретар ради: Кара Олена Миколаївна

### Керівний склад попередніх скликань
| Прізвище, ім'я, по батькові | Основні відомості                                                         | Дата обрання | Дата звільнення |
| --------------------------- | ------------------------------------------------------------------------- | ------------ | --------------- |
| Карталяну Віра Василівна    | Сільський голова, 1954 року народження, освіта вища, позапартійна         | 26.03.2006   | 31.10.2010      |
| Карталяну Віра Василівна    | Сільський голова, 1954 року народження, освіта вища, член Партії регіонів | 31.10.2010   |                 |

Примітка: таблиця складена за даними сайту Верховної Ради України

### Депутати
За результатами місцевих виборів 2010 року депутатами ради стали:

#### За суб'єктами висування
| Суб'єкт висування                                       | Кількість обраних депутатів | %    |
| ------------------------------------------------------- | --------------------------- | ---- |
| Партія регіонів                                         | 6                           | 37,5 |
| Політична партія Всеукраїнське об'єднання «Батьківщина» | 5                           | 31,3 |
| Народна партія                                          | 2                           | 12,5 |
| Партія Пенсіонерів України                              | 1                           | 6,3  |
| Партія «Родина»                                         | 1                           | 6,3  |
| Самовисування                                           | 1                           | 6,3  |

#### За округами
| № округу                                                | Прізвище, ім'я, по батькові   | Дата визнання обраним | Освіта             | Партійна приналежність                        | Відомості про обраного депутата                                         |
| ------------------------------------------------------- | ----------------------------- | --------------------- | ------------------ | --------------------------------------------- | ----------------------------------------------------------------------- |
| Народна Партія                                          |                               |                       |                    |                                               |                                                                         |
| 3                                                       | Султан Марія Іванівна         | 02.11.2010            | вища               | член Народної партії                          | Плавнівська сільська рада, спеціаліст                                   |
| 11                                                      | Жоля Галина Василівна         | 02.11.2010            | вища               | член Народної партії                          | Плавнівська сільська рада, спеціаліст                                   |
| Партія Пенсіонерів України                              |                               |                       |                    |                                               |                                                                         |
| 16                                                      | Кара Олена Миколаївна         | 02.11.2010            | середня спеціальна | член Партії пенсіонерів України               | Плавнівська сільська рада, секретар                                     |
| Партія регіонів                                         |                               |                       |                    |                                               |                                                                         |
| 1                                                       | Тудорашку Софія Олександрівна | 02.11.2010            | середня спеціальна | позапартійна                                  | Плавнівська загальноосвітня школа, завідувач господарства               |
| 5                                                       | Стою Марія Іванівна           | 02.11.2010            | вища               | член Партії регіонів                          | Плавнівська загальноосвітня школа, вчитель                              |
| 7                                                       | Корецька Феодора Михайлівна   | 02.11.2010            | вища               | член Партії регіонів                          | Плавнівська загальноосвітня школа, вчитель                              |
| 8                                                       | Гецой Захарій Васильович      | 02.11.2010            | вища               | позапартійний                                 | пенсіонер                                                               |
| 9                                                       | Корецький Анатолій Іванович   | 02.11.2010            | вища               | позапартійний                                 | Плавнівська загальноосвітня школа, вчитель                              |
| 14                                                      | Коробєр Раїса Степанівна      | 02.11.2010            | вища               | позапартійна                                  | Плавнівська сільська рада, бухгалтер                                    |
| Партія «РОДИНА»                                         |                               |                       |                    |                                               |                                                                         |
| 4                                                       | Фрунзе Алла Миколаївна        | 02.11.2010            | середня спеціальна | позапартійна                                  | приватний підприємець, керівник                                         |
| Політична партія Всеукраїнське об'єднання «Батьківщина» |                               |                       |                    |                                               |                                                                         |
| 2                                                       | Корецька Єфимія Миколаївна    | 02.11.2010            | середня спеціальна | член Всеукраїнського об'єднання «Батьківщина» | амбулаторія загальної практики — сімейної медицини с. Плавні, медсестра |
| 6                                                       | Копаной Наталя Станіславівна  | 02.11.2010            | середня спеціальна | член Всеукраїнського об'єднання «Батьківщина» | будинок культури, художній керівник                                     |
| 12                                                      | Тудорашку Світлана Єфимівна   | 02.11.2010            | середня спеціальна | член Всеукраїнського об'єднання «Батьківщина» | амбулаторія загальної практики — сімейної медицини с. Плавні, медсестра |
| 13                                                      | Тудорашку Валерій Семенович   | 02.11.2010            | середня спеціальна | член Всеукраїнського об'єднання «Батьківщина» | Плавнінський будинок культури, директор                                 |
| 15                                                      | Іпатій Олена Миколаївна       | 02.11.2010            | середня спеціальна | член Всеукраїнського об'єднання «Батьківщина» | Плавнівська сільська рада, бухгалтер                                    |
| Самовисування                                           |                               |                       |                    |                                               |                                                                         |
| 10                                                      | Руму Світлана Іванівна        | 02.11.2010            | середня спеціальна | член Комуністичної партії України             | Плавнівська сільська рада, спеціаліст                                   |